# Christiane Charette en direct
Christiane Charette en direct est une émission de télévision québécoise animée par Christiane Charette et diffusée du 5 septembre 1995 au 2 mai 2004 à la Télévision de Radio-Canada. À partir de la deuxième saison, elle était rediffusée en soirée à 22 h 30 à Télé-Québec.
L'émission avait la particularité d'être enregistrée devant un public en direct d'un bar de Montréal.

## Faits marquants
- Marie-Josée Croze a appris en direct lors de son passage à l'émission qu'elle remportait le prix d'interprétation féminine du festival de Cannes pour sa participation au film Les Invasions barbares[1].
- Bernard Landry y a eu droit à une entrevue très serrée le 28 février 2001[2]. La société Radio Canada a ensuite dû s'excuser des propos tenus par l'animatrice[3].

## Prix et distinction
L'émission recueille un total de treize Prix Gémeaux et deux Prix MetroStar, dont celui de personnalité féminine de l’année pour son animatrice en 1997.